# Мор, Эдуард (писатель)
Эдуард Мор (нем. Eduard Mohr; 19 февраля 1828, Бремен — 26 декабря 1879, Маланже) — немецкий писатель, путешественник по Африке.

## Биография
Несколько лет жил в Калифорнии, затем начал беспокойную странническую жизнь, приведшую его на Сандвичевы острова, в Берингов пролив, в Индокитай, Яву и Южную Африку. Значительнейшая экспедиция его — в 1867—1870 годах из Д’Урбана, через Трансвааль, к золотым россыпям у Тати и к водопаду Мозиватунья. В 1876 году Мор, по поручению Немецкого африканского общества, посетил западный берег Африки, с целью проникнуть в неизвестные страны внутри материка, но умер в Анголе. Кроме статей в географических журналах, он издал: «Reise- und Jagdbilder aus der Südsee, Kalifornien und Südostafrika» (Bremen, 1868) и «Nach den Victoriafällen des Zambesi» (Leipzig, 1875).